# Synagoga Chóralna w Rydze
Synagoga Chóralna w Rydze (łot. Rīgas Horālā sinagoga) – nieistniejąca synagoga znajdująca się w Rydze, stolicy Łotwy, przy ulicy Gogola 25 (łot. Gogoļa ielā).
Synagoga została zbudowana w latach 1868–1871 według projektu P. Hardenacka, prace murarskie nadzorował inż. Krüger. Uroczystego otwarcia dokonano w sierpniu 1871. Podczas II wojny światowej, 4 lipca 1941 została spalona przez Arājs Commando i hitlerowców wraz z modlącymi się w niej ludźmi. Zachowały się ruiny synagogi, przy których ustawiono pamiątkowy kamień w 1997. W 2007 wzniesiono pomnik Jānisa Lipke i innych Sprawiedliwych, którzy ratowali Żydów na Łotwie. Jest to pochylona betonowa płyta wsparta na filarach.

## Galeria

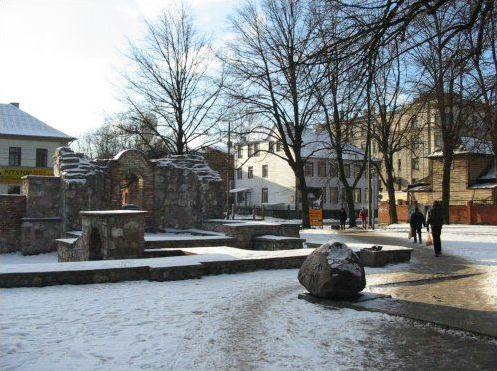
Pomnik na miejscu synagogi
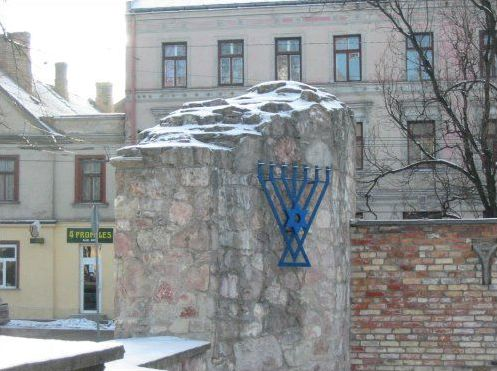
Pomnik na miejscu synagogi
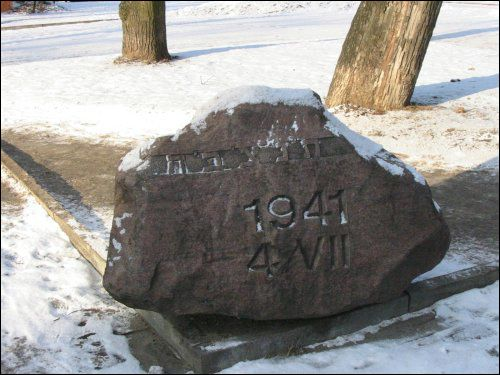
Pomnik na miejscu synagogi